# ノルウェージャン・スター
ノルウェージャン・スター（Norwegian Star）、またはノルウィージャン・スターは、ノルウェージャン・クルーズライン（NCL）が運航しているクルーズ客船。
ノルウェージャン・スターの船名は2代目に当たり、先代は元ロイアル・バイキング・ライン（RVL）のロイアル・バイキング・シーで、現在はフェニックス・ライゼンのアルバトロスとして就航している。

## 概要
ノルウェージャン・スター級の1番船で、2001年10月31日、ドイツのマイヤー・ヴェルフトで竣工。船価は3億8千万ドル。
11月17日にマイアミで僚船ノルウェージャン・サンと同時に命名式を行い、11月19日のパナマ運河クルーズでデビュー、12月16日よりハワイ - ファニング島クルーズに就航した。
本船は元々スタークルーズがスーパースター・リブラ（SuperStar Libra）として発注していたが、2000年にスタークルーズがNCLを買収して傘下に収め、新造船を優先的に配船する方針を取ったため、NCLの客船として竣工した。その後、2004年4月までハワイ～ファニング島クルーズを行っていたが、転配のため船内改装と船体に星とリボンをあしらったイラストを施し、2004年5月30日からアラスカクルーズ、およびメキシカン・リビエラクルーズに就航している。
また同型の2番船が2002年に建造された。

## ギャラリー

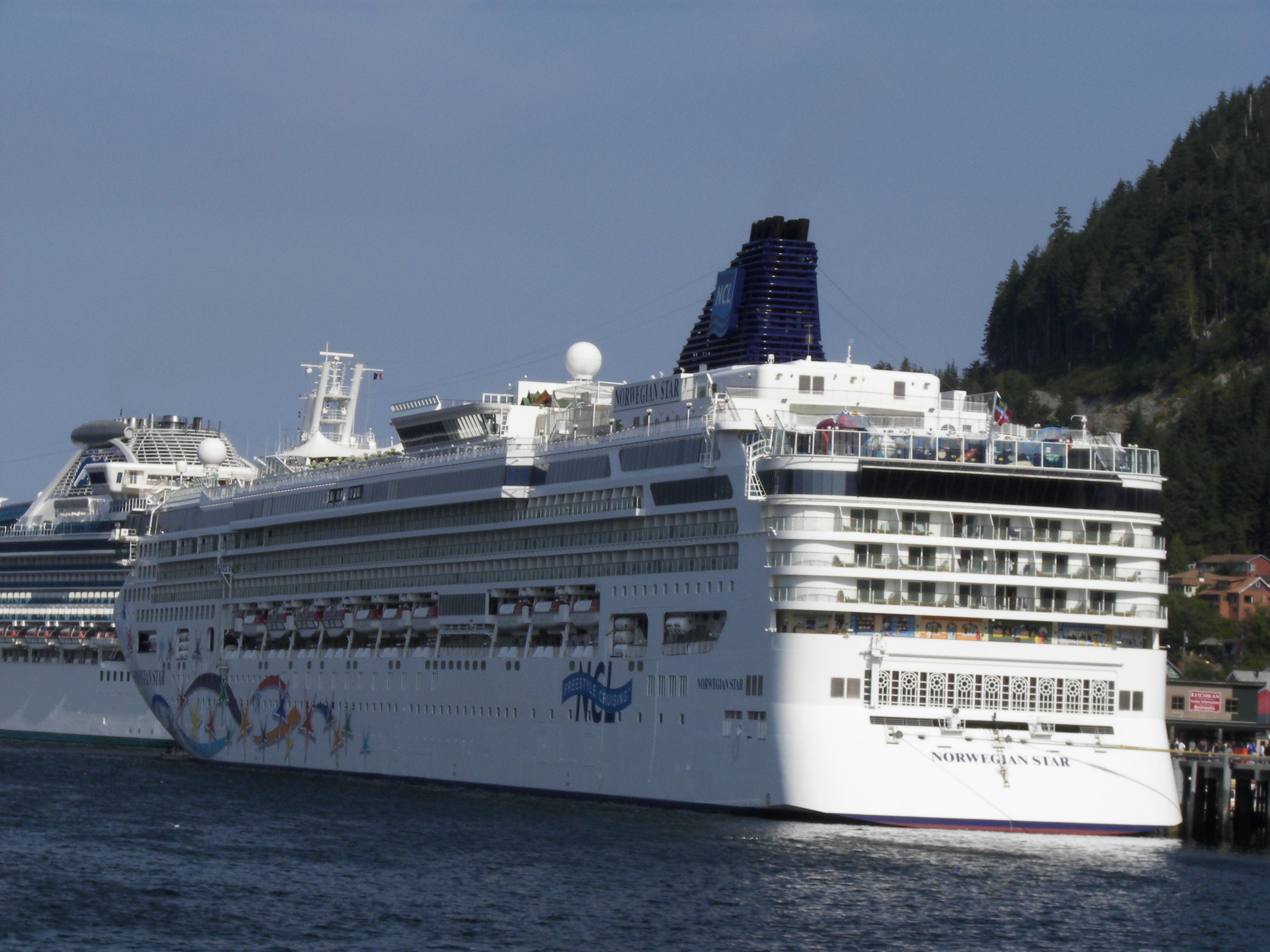
船尾
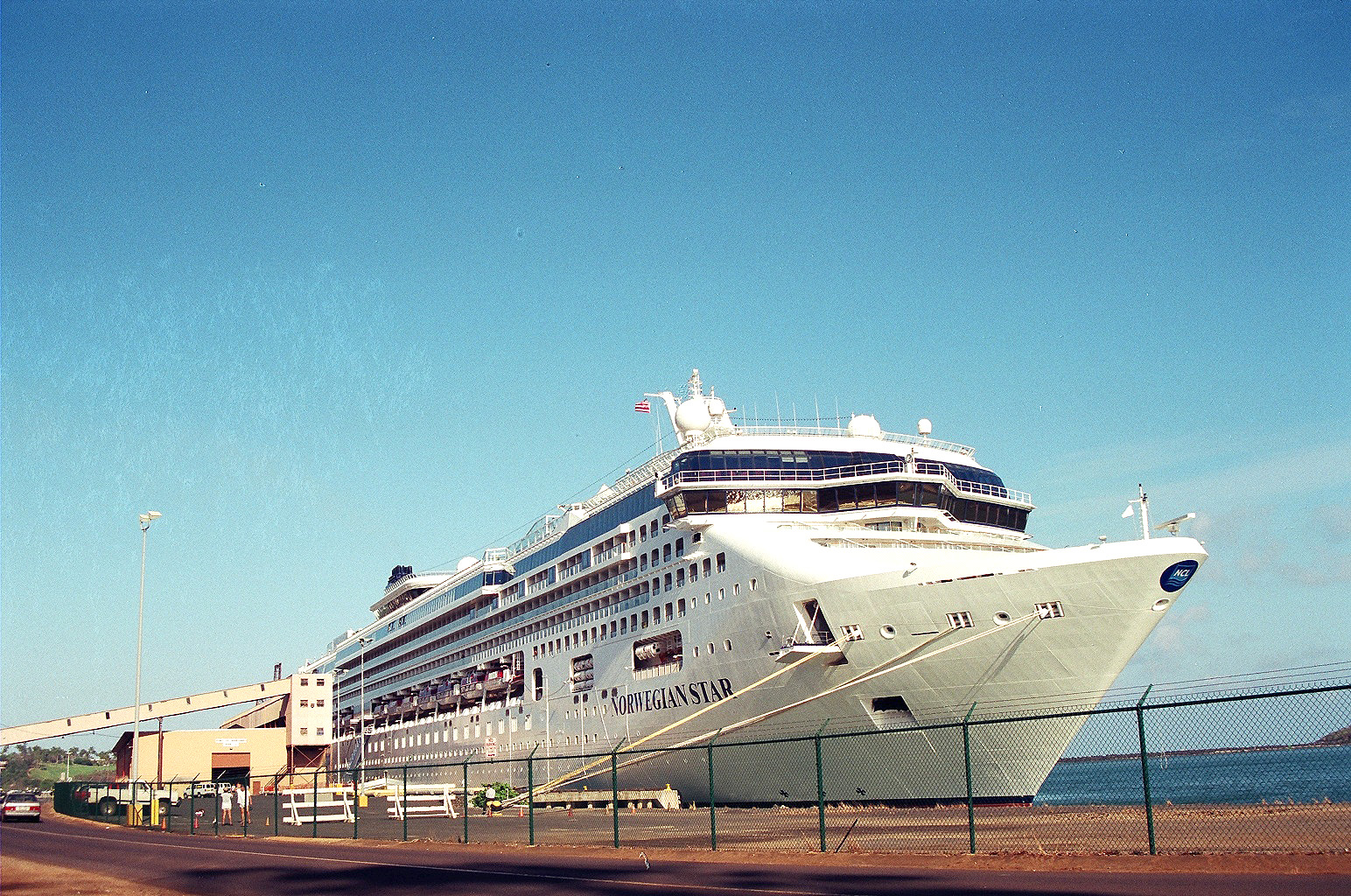
2002年、船体にイラストが描かれる前の船影

## 同型船
- 2番船　「ノルウェージャン・ドーン（Norwegian Dawn）」

2002年12月3日竣工。